# Grosser Preis des Kantons Aargau 2008
Il Grosser Preis des Kantons Aargau 2008, quarantacinquesima edizione della corsa, valido come evento del circuito UCI Europe Tour 2008 categoria 1.HC, fu disputato l'8 giugno 2008 per un percorso di 196 km. Fu vinto dal francese Lloyd Mondory, al traguardo con il tempo di 4h 46' 26" alla media di 41,057 km/h.
Al traguardo 70 ciclisti portarono a termine il percorso.

## Ordine d'arrivo (Top 10)
| Pos. | Corridore           | Squadra      | Tempo    |
| ---- | ------------------- | ------------ | -------- |
| 1    | Lloyd Mondory       | AG2R La Mon. | 4h46'26" |
| 2    | Martin Elmiger      | AG2R La Mon. | s.t.     |
| 3    | Thomas Löfkvist     | High Road    | s.t.     |
| 4    | Pieter Jacobs       | Silence      | s.t.     |
| 5    | Daniele Pietropolli | LPR Brakes   | s.t.     |
| 6    | Laurent Beuret      | NGC Medical  | s.t.     |
| 7    | Paolo Bailetti      | LPR Brakes   | s.t.     |
| 8    | Oliver Zaugg        | Gerolsteiner | s.t.     |
| 9    | Silvère Ackermann   | NGC Medical  | a 7"     |
| 10   | Preben Van Hecke    | Topsport Vl. | a 10"    |